# Allora (bướm)
Allora là một chi bướm ngày thuộc họ Bướm nâu.

## Các loài
- Allora doleschallii Felder, 1860
- Allora major (Rothschild, 1915)